# Наринэ
Наринэ — пробиотический кисломолочный напиток на основе штамма Lactobacillus acidophilus n.v. Er 317/402 Narine, выделенного в 1954 году в Армении. Этот специфический штамм отличается высокой жизнеспособностью, стойкостью к желудочному соку и желчи, а также антагонистической активностью против широкого спектра патогенов.

## История
Штамм "Наринэ" был впервые выделен в 1954 году в Армении командой профессора Левона Ерзинкяна. Название штамма происходит от имени внучки автора — Нарине — которая, по данным семейного предания, была излечена от острой кишечной инфекции (вероятно, ротавирусной природы) благодаря применению этой бактерии. Состояние девочки быстро улучшилось, и эффективность штамма стала толчком к проведению дальнейших исследований его применения в лечении кишечных инфекций.
Хотя эта история не была опубликована в рецензируемых научных журналах, она десятилетиями существовала как часть традиции развития пробиотика Наринэ в Армении и странах бывшего СССР.
Сегодня штамм Наринэ имеет более 60 лет истории практического применения, особенно в форме ферментированного молока и пищевых добавок — как для лечения, так и для профилактики расстройств пищеварения.

## Особенности штамма
- Устойчивость к соляной кислоте желудка — проходит через ЖКТ без потери активности.

- Способность колонизировать тонкий кишечник — где многие пробиотики не приживаются.

- Естественное производство антибактериальных веществ против патогенов (например, стафилококков, сальмонеллы, кишечной палочки).

Этот штамм не является коммерчески подобранной смесью, а представляет собой клинически проверенный пробиотик с более чем 60-летним опытом.

## Медицинское применение
- Используется в Армении в рамках программы питания новорожденных — вводился с первых дней жизни,  или после антибиотиков.

- Применялся в педиатрических клиниках Еревана.

- В настоящее время выпускается в лиофилизированной и капсулированной форме, а также для домашнего сквашивания молока.